# パヴォーネ・デル・メッラ
パヴォーネ・デル・メッラ（伊: Pavone del Mella）は、イタリア共和国ロンバルディア州ブレシア県にある、人口約2,700人の基礎自治体（コムーネ）。

## 地理

### 位置・広がり

#### 隣接コムーネ
隣接するコムーネは以下の通り。
- チーゴレ
- ゴットレンゴ
- レーノ
- ミルツァーノ
- プラルボイーノ

### 地震分類
イタリアの地震リスク階級 (it) では、3 に分類される
。